# Єрик (кратер)
Кратер Єрик (лат. Jerik) — маленький метеоритний кратер у південно-східній частині Моря Ясності на видимій стороні Місяця. Назву було присвоїно в честь скандинавського чоловічого імені та затверджено Міжнародним астрономічним союзом у 1976 році.

## Опис кратера

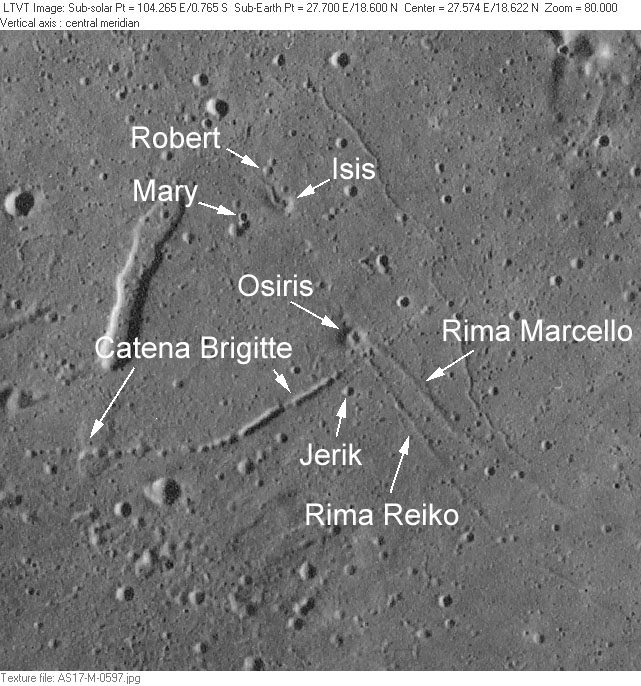
Знімок з борту Аполлона-17.

У безпосередній близькості від кратера Єрик розташовуються кратероподібні утворення — Марія, Роберт, Осіріс і Ісіс; а також борозна Марчелло; борозна Рейко і ланцюжок кратерів Бріджитт.
Іншими найближчими сусідами кратера є кратер Доз на південному заході; кратер Абетті на півночі; кратер Фаброні на сході і кратер Бекетов на південному сході. На північному сході від кратера Єрик знаходиться пік Аргея.
Селенографічні координати центру кратера 18°32′ пн. ш. 27°38′ сх. д. / 18.53° пн. ш. 27.63° сх. д., діаметр 0,63 км, глибина 130 м.
Кратер має правильну циркулярну чашеподібну форму, вал згладжений, в півдній-південно східній частині чаші знаходиться примітний крихітний кратер.

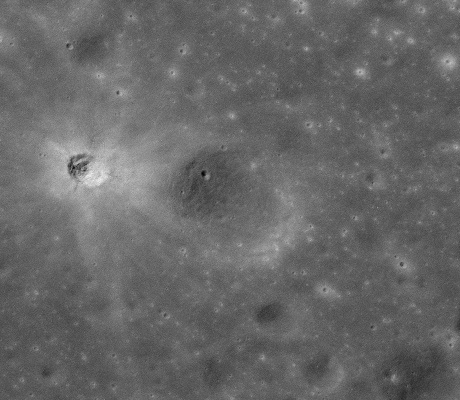
Знімок з Аполонна-17, погляд з півдня

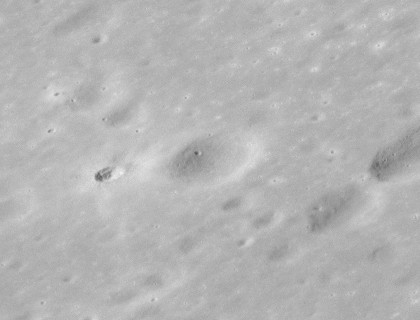
Знімок з Аполонна-15

## Сателітні кратери
Відсутні.